# Supercoupe d'Islande de football 1970
La supercoupe d'Islande de football 1970 était la 2e édition de la Supercoupe islandaise.
Le club champion de la saison précédente affronte le club vainqueur de la Coupe d'Islande dans une série de 4 matchs. Un classement par points est établi, le club terminant en tête remporte la compétition.

## Les clubs participants
- ÍBK Keflavík - Champion d'Islande 1969
- ÍBA Akureyri - Vainqueur de la Coupe d'Islande 1969

## Compétition

### Classement
Le barème de points servant à établir le classement se décompose ainsi :
- Victoire : 2 points
- Match nul : 1 point
- Défaite : 0 point